# Soviet Song
Soviet Song (2000-2015), est une jument de course pur-sang britannique, élue cheval d'âge de l'année en Europe en 2004.

## Carrière de courses
Née et élevée en Irlande par son propriétaire, l'Elite Racing Club (un syndicat regroupant quelque 30 000 propriétaires), entraînée en Angleterre par James Fanshawe, Soviet Song reste invaincue en trois courses à 2 ans, empochant à l'automne le Fillies' Mile, ce qui fait d'elle l'une des favorites pour les classiques de printemps. Cette pure miler, qui n'évoluera que sur cette distance durant ses quatre saisons de compétition, rentre directement dans les 1000 Guinées, mais elle appartient à une génération très dense, et ne peut faire mieux que quatrième derrière Russian Rhythm et les Françaises Six Perfections et Intercontinental, toutes futures multiples lauréates de groupe 1. Elle est à nouveau battue par Russian Rhythm dans les Coronation Stakes, et à l'automne ne peut que figurer utilement face aux chevaux d'âge dans le Prix du Moulin de Longchamp et les Queen Elizabeth II Stakes.   
Restée à l'entraînement à 4 ans, Soviet Song réalise cette année-là sa meilleure saison. Lauréate des Ridgewood Pearl Stakes au printemps, et trois fois placée, elle enchaîne l'été venu trois victoires de groupe 1 : deux tournois exclusivement féminins, les Falmouth Stakes et les Matron Stakes, en battant à chaque fois la championne Attraction, et les Sussex Stakes face aux mâles. Son échec dans les Queen Elizabeth II Stakes, à l'automne, ne la prive pas d'un titre de cheval d'âge de l'année en Europe. En outre, son rating FIAH de 119 fait d'elle la meilleure jument d'âge au monde. Sa saison 2005 est amputée par une blessure à l'été, mais auparavant elle réussit un doublé dans les Falmouth Stakes, où elle tient sa revanche sur Alexander Goldrun, et prend le premier accessit des Sussex Stakes. Trois courses seulement, mais à nouveau une valeur de 119, le plus haut rating mondiale pour une jument d'âge, à égalité avec Alexander Goldrun et la Française Pride.   
Infatigable, Soviet Song reprend le chemin des pistes en 2006, à 6 ans, à un âge où la plupart de ses congénères sont déjà au haras. Elle ne remporte qu'une seule course, les Windsor Forest Stakes, et glane des accessits dans les Sussex Stakes et, pour son ultime apparition en course, les Sun Chariot Stakes.  

### Résumé de carrière
| Date         | Hippodrome   | Pays        | Course                      | Statut      | Distance    | Jockey         | Place       | Écart       | Vainqueur ou deuxième |
| 2002, 2 ans  | 2002, 2 ans  | 2002, 2 ans | 2002, 2 ans                 | 2002, 2 ans | 2002, 2 ans | 2002, 2 ans    | 2002, 2 ans | 2002, 2 ans | 2002, 2 ans           |
| ------------ | ------------ | ----------- | --------------------------- | ----------- | ----------- | -------------- | ----------- | ----------- | --------------------- |
| 17 juillet   | Kempton      | Royaume-Uni | Maiden                      |             | 1 200 m     | Oscar Urbina   | 1er / 15    | 1/2         | Airwave               |
| 10 août      | Newmarket    | Royaume-Uni | Sweet Solera Stakes         | Listed      | 1 400 m     | Oscar Urbina   | 1er / 18    | 3           | Summitville           |
| 28 septembre | Ascot        | Royaume-Uni | Fillies' Mile               | Gr. 1       | 1 600 m     | Oscar Urbina   | 1er / 10    | 1 ½         | Casual Look           |
| 2003, 3 ans  |              |             |                             |             |             |                |             |             |                       |
| 4 mai        | Newmarket    | Royaume-Uni | 1000 Guineas                | Gr. 1       | 1 600 m     | Oscar Urbina   | 4e / 19     | 4 ¼         | Russian Rhythm        |
| 20 juin      | Ascot        | Royaume-Uni | Coronation Stakes           | Gr. 1       | 1 600 m     | Oscar Urbina   | 2e / 9      | 1 ½         | Russian Rhythm        |
| 7 septembre  | Longchamp    | France      | Prix du Moulin de Longchamp | Gr. 1       | 1 600 m     | Oscar Urbina   | 4e / 14     | 3           | Nebraska Tornado      |
| 27 septembre | Ascot        | Royaume-Uni | Queen Elizabeth II Stakes   | Gr. 1       | 1 600 m     | Jamie Spencer  | 5e / 8      | 6 ¼         | Falbrav               |
| 2004, 4 ans  |              |             |                             |             |             |                |             |             |                       |
| 10 avril     | Kempton      | Royaume-Uni | Fillies' Stakes             | Listed      | 1 600 m     | Johnny Murtagh | 2e / 8      | tête        | Beneventa             |
| 24 avril     | Sandown      | Royaume-Uni | Sandown Mile                | Gr. 2       | 1 600 m     | Johnny Murtagh | 3e / 10     | 1 ¼         | Hurricane Alan        |
| 22 mai       | Curragh      | Irlande     | Ridgewood Pearl Stakes      | Gr. 2       | 1 600 m     | Johnny Murtagh | 1er / 5     | 6           | Livadia               |
| 15 juin      | Ascot        | Royaume-Uni | Queen Anne Stakes           | Gr. 1       | 1 600 m     | Johnny Murtagh | 2e / 16     | encolure    | Refuse To Bend        |
| 6 juillet    | Newmarket    | Royaume-Uni | Falmouth Stakes             | Gr. 1       | 1 600 m     | Johnny Murtagh | 1er / 7     | 2 ½         | Attraction            |
| 28 juillet   | Goodwood     | Royaume-Uni | Sussex Stakes               | Gr. 1       | 1 600 m     | Johnny Murtagh | 1er / 11    | encolure    | Nayyir                |
| 11 septembre | Leopardstown | Irlande     | Matron Stakes               | Gr. 1       | 1 600 m     | Johnny Murtagh | 1er / 6     | 1/2         | Attraction            |
| 25 septembre | Ascot        | Royaume-Uni | Queen Elizabeth II Stakes   | Gr. 1       | 1 600 m     | Johnny Murtagh | 6e / 11     | 9 ½         | Rakti                 |
| 2005, 5 ans  |              |             |                             |             |             |                |             |             |                       |
| 15 juin      | York         | Royaume-Uni | Windsor Forest Stakes       | Gr. 2       | 1 600 m     | Johnny Murtagh | 3e / 8      | 3 ¾         | Peerless              |
| 5 juillet    | Newmarket    | Royaume-Uni | Falmouth Stakes             | Gr. 1       | 1 600 m     | Johnny Murtagh | 1er / 7     | 2 ½         | Alexander Goldrun     |
| 27 juillet   | Goodwood     | Royaume-Uni | Sussex Stakes               | Gr. 1       | 1 600 m     | Johnny Murtagh | 2e / 12     | 1/2         | Proclamation          |
| 2006, 6 ans  |              |             |                             |             |             |                |             |             |                       |
| 20 mai       | Newbury      | Royaume-Uni | Lockinge Stakes             | Gr. 1       | 1 600 m     | Jamie Spencer  | 4e / 9      | 6 ¾         | Peerless              |
| 21 juin      | Ascot        | Royaume-Uni | Windsor Forest Stakes       | Gr. 2       | 1 600 m     | Jamie Spencer  | 1er / 10    | 2           | Echelon               |
| 12 juillet   | Newmarket    | Royaume-Uni | Falmouth Stakes             | Gr. 1       | 1 600 m     | Jamie Spencer  | 6e / 7      | 4           | Rajeem                |
| 2 août       | Goodwood     | Royaume-Uni | Sussex Stakes               | Gr. 1       | 1 600 m     | Johnny Murtagh | 2e / 7      | 2           | Court Masterpiece     |
| 27 août      | Goodwood     | Royaume-Uni | Celebration Mile            | Gr. 2       | 1 600 m     | Jamie Spencer  | 5e / 6      | 2 ¾         | Caradak               |
| 30 septembre | Newmarket    | Royaume-Uni | Sun Chariot Stakes          | Gr. 1       | 1 600 m     | Oscar Urbina   | 2e / 5      | 9           | Spinning Queen        |

## Au haras
Soviet Song devient poulinière à Kirlington Stud, dans l'Oxfordshire en Angleterre, mais connaît de lourds problèmes de fertilité, ne donnant que deux produits, par Oasis Dream et Speightstown, qui ne purent briller en piste. Envoyée aux États-Unis pour être traitée contre l'infertilité, elle y meurt en 2015.

## Origines
Soviet Song est la meilleure fille du miler Marju, vainqueur des St. James's Palace Stakes et dauphin de Generous dans le Derby 1991. Sans faire beaucoup de bruit ni dépassé un tarif raisonnable (25 000 € la saillie en 2005, à son plus haut), Marju a réalisé une belle carrière d'étalon, donnant les champions hong-kongais Indigenous (cheval de l'année à Hong Kong en 2009) et Viva Pataca (cheval de l'année 2009), le Japonais Satono Crown (Hong Kong Vase, Takarazuka Kinen), My Emma (Prix Vermeille, Yorkshire Oaks) ou encore Sil Sila (Prix de Diane). 
Kalinka, la mère, a remporté une seule de ses douze apparitions. Elle s'est rattrapée au haras en donnant un autre vainqueur de groupe 1, mais en obstacles, Penzance (par Pennekamp), lauréat du Triumph Hurdle.

### Pedigree
| Origines de Soviet Song (IRE), jument baie née en 2000 | Origines de Soviet Song (IRE), jument baie née en 2000 | Origines de Soviet Song (IRE), jument baie née en 2000 | Origines de Soviet Song (IRE), jument baie née en 2000 |
| ------------------------------------------------------ | ------------------------------------------------------ | ------------------------------------------------------ | ------------------------------------------------------ |
| Père Marju                                             | Last Tycoon                                            | Try My Best                                            | Northern Dancer                                        |
| Père Marju                                             | Last Tycoon                                            | Try My Best                                            | Sex Appeal                                             |
| Père Marju                                             | Last Tycoon                                            | Mill Princess                                          | Mill Reef                                              |
| Père Marju                                             | Last Tycoon                                            | Mill Princess                                          | Irish Lass                                             |
| Père Marju                                             | Flame of Tara                                          | Artaius                                                | Round Table                                            |
| Père Marju                                             | Flame of Tara                                          | Artaius                                                | Stylish Pattern                                        |
| Père Marju                                             | Flame of Tara                                          | Welsh Flame                                            | Welsh Pageant                                          |
| Père Marju                                             | Flame of Tara                                          | Welsh Flame                                            | Electric Flash                                         |
| Mère Kalinka                                           | Soviet Star                                            | Nureyev                                                | Northern Dancer                                        |
| Mère Kalinka                                           | Soviet Star                                            | Nureyev                                                | Special                                                |
| Mère Kalinka                                           | Soviet Star                                            | Veruschka                                              | Venture                                                |
| Mère Kalinka                                           | Soviet Star                                            | Veruschka                                              | Marie d'Anjou                                          |
| Mère Kalinka                                           | Tralthee                                               | Tromos                                                 | Busted                                                 |
| Mère Kalinka                                           | Tralthee                                               | Tromos                                                 | Stilvi                                                 |
| Mère Kalinka                                           | Tralthee                                               | Swalthee                                               | Sword Dancer                                           |
| Mère Kalinka                                           | Tralthee                                               | Swalthee                                               | Amalthee (famille 20-a)                                |